# Luis Valdivieso
Luis Miguel Valdivieso Montano (29 de enero de 1951) es un economista peruano. Se desempeñó como ministro de Economía y Finanzas del Perú de julio de 2008 a enero de 2009.

## Biografía
Hijo del futbolista Juan Valdivieso Padilla.
Estudió Economía en la Pontificia Universidad Católica del Perú. Luego realizó una maestría y un doctorado en Economía en la Universidad de Boston.
En 1980 ingresó a trabajar al Fondo Monetario Internacional y participó en los procesos de reformas económicas de Turkmenistán, Kazajistán, Tayikistán, Armenia, Indonesia, Malasia, Bangladés, Camboya, Laos, México, Colombia, Trinidad y Tobago y El Salvador.
Dentro del FMI fue economista sénior en el Departamento del Hemisferio Occidental (1980-1987) y en el Departamento de Estrategia, Políticas y Evaluación (1997-1999). Posteriormente fue asesor del Departamento de Europa (1991-1999) y luego del Departamento de Asia y el Pacífico (1999-2008).
En 1991 fue asesor del ministro de Economía del Perú, Carlos Boloña Behr.
En 1999 fue jefe de misión del FMI en el recién independizado Timor Oriental. Y, entre 2005 y 2006, se desempeñó como representante residente en la isla de Sri Lanka.
El 14 de julio de 2008, fue nombrado ministro de Economía y Finanzas del Perú, como tal desarrollo políticas sectoriales para mantener el alto crecimiento del país y a reducir la inflación, en un contexto de crisis internacional. El 19 de enero de 2009, renunció al Ministerio de Economía y Finanzas
En febrero de 2009, fue nombrado embajador del Perú en los Estados Unidos, cargo en el que permaneció hasta agosto de 2011.
Actualmente es el presidente de la Asociación de Administradoras de Fondo de Pensiones.
Valdivieso fue miembro del Pacto de Reforma de Estado de la campaña presidencial de Hernando de Soto en las elecciones generales de Perú de 2021.